# Maria Máñez Costa
María Máñez Costa (* 20. März 1970) ist eine spanisch-deutsche Geographin und Professorin am GKSS Geesthacht.

## Leben
Maria Máñez studierte an der Universität Gießen Geographie und promovierte in Agricultural Economy an der Universität Göttingen. Später arbeitete sie in Leeds, England und dann als Consultant für das Mexikanische Parlament und die Weltbank. Sie forschte unter anderem auch an der University of Vigo in Spanien.
Daneben koordiniert sie verschiedene Projekte der EU zum Thema „Global change and ecological change“. Ihre Arbeit dreht sich meist um den Themenkomplex Wasserversorgung und Klimawandel.
Weitere Forschungsthemen sind die Resistenzforschung und die Adaption von Sozialsystemen auf Umweltveränderungen.
María Máñez Costa ist verheiratet und hat ein Kind.

## Publikationen
- E. Gómez Martín, R. Giordano, A. Pagano, P. Van Der Keur, M. Máñez Costa: Using a system thinking approach to assess the contribution of nature-based solutions to sustainable development goals. In: Science of The Total Environment. Band 738, 2020, S. 139693.
- R. Giordano, M. Máñez Costa, I. Pluchinotta, P. Zorrilla-Miras, B. Rodriguez Mayor, E. Gomez Martín, E. Lopez-Gunn: A Participatory Modelling Approach for Enabling Nature-Based Solutions Implementation through Networking Interventions. In: Earth and Space Science Open Archive. 2020.
- D. S. Williams, L. Celliers, K. Unverzagt, N. Videira, M. Máñez Costa, R. Giordano: A method for enhancing capacity of local governance for climate change adaptation. In: Earth's Future. Band 8, Nr. 7, 2020, Artikel e2020EF001506.
- L. Rölfer, G. Winter, M. Máñez Costa, L. Celliers: Earth observation and coastal climate services for small islands. In: Climate Services. Band 18, 2020, S. 100168.
- L. Celliers, S. Rosendo, M. Máñez Costa, L. Ojwang, M. Carmona, D. Obura: A capital approach for assessing local coastal governance. In: Ocean Coastal Management. Band 183, 2020, S. 104996.
- E. Gómez Martín, M. Máñez Costa, K. Schwerdtner Máñez: An operationalized classification of Nature Based Solutions for water-related hazards: From theory to practice. In: Ecological Economics. Elsevier, vol. 167(C) 2020.
- D. S. Williams, M. Máñez Costa, C. Sutherland, L. Celliers, J. Scheffran: Vulnerability of informal settlements in the context of rapid urbanization and climate change. In: Environment and Urbanization. Vol. 31, Nr. 1, 2019, S. 157–176.
- D. S. Williams, M. Máñez Costa, L. Celliers, C. Sutherland: Informal Settlements and Flooding: Identifying Strengths and Weaknesses in Local Governance for Water Management. In: Water. Band 10, Nr. 7, 2018, S. 871.
- R. Cremades, S. Surminski, M. Máñez Costa, P. Hudson, P. Shrivastava, J. Gascoigne: Using the adaptive cycle in climate-risk insurance to design resilient futures. In: Nature Climate Change. Band 8, Nr. 1, 2018, S. 4–7.
- M. Máñez Costa, C. Shreve, M. Carmona: How to Shape Climate Risk Policies After the Paris Agreement? The Importance of Perceptions as a Driver for Climate Risk Management. In: Earth's Future. Band 5, 2017, S. 1027–1033.
- M. Carmona, M. Máñez Costa, J. Andreu, M. Pulido-Velazquez, D. Haro-Monteagudo, A. Lopez-Nicolas, R. Cremades: Assessing the effectiveness of Multi-Sector Partnerships to manage droughts: The case of the Jucar river basin. In: Earth’s Future. Band 5, Nr. 7, 2017, S. 750–770.
- B. Denjean, M. A. Altamirano, N. Graveline, R. Giordano, P. van der-Keur, D. Moncoulon, J. Weinberg, M. Máñez Costa, Z. Kozinc, M. Mulligan, P. Pengal, J. Matthews, N. van Cauwenbergh, E. López Gunn, D. N. Bresch: Natural Assurance Scheme: A level playing field framework for Green-Grey infrastructure development. In: Environmental Research. Band 159, 2017, S. 24–38.
- L. Kotova, M. Máñez Costa, M. J. R. Pérez, F. Whiffin, N. Garrett, J. Bessembinder, … C. Hewitt: The first Climateurope Festival: climate information at your service. In: Climate Services. Band 6, 2017, S. 80–81.
- B. J. J. M. Van den Hurk, L. M. Bouwer, C. Buontempo, R. Döscher, E. Ercin, C. Hananel, J. Hunink, E. Kjellström, B. Klein, M. Mánez, F. Pappenberger, L. Pouget, M. H. Ramos, P. J. Ward, A. H. Weert, J. B. Wijngaard: Improving predictions and management of hydrological extremes through climate services. In: Climate Services. Band 1, 2016, S. 6–11
- E. Viktor, S. Ehlert, A. Haensler, T. Guillén Bolaños, T. Blome, M. Máñez Costa: The 5th International Conference on Climate Services (ICCS5) – “Innovation in Climate Services and Capacity Building”. In: Climate Services. Band 5, 2017, S. 4–5.
- G. Gioli, G. Hugo, M. Máñez Costa, J. Scheffran: Human Mobility, Climate Adaptation, and Development. In: Migration and Development. Band 5, Nr. 2, 2016, S. 165–170.
- J. Rockström, G. Brasseur, B. Hoskins, W. Lucht, J. Schellnhuber, P. Kabat, N. Nakicenovic, P. Gong, P. Schlosser, M. Máñez Costa, A. Humble, N. Eyre, P. Gleick, R. James, A. Lucena, O. Masera, M. Moench, R. Schaeffer, S. Seitzinger, S. van der Leeuw, B. Ward, N. Stern, J. Hurrell, L. Srivastava, J. Morgan, C. Nobre, Y. Sokona, R. Cremades, E. Roth, D. Liverman, J. Arnott: Climate change: The necessary, the possible and the desirable. Earth League climate statement on the implications for climate policy from the 5th IPCC Assessment. In: Earth Future. Band 2, 2014, S. 606–611.
- M. Jancloes, M. Thomson, M. Máñez Costa, C. Hewitt, C. Corvalan, T. Dinku, R. Lowe, M. Hayden: Climate Services to improve Health. In: International Journal Environmental Research in Public Health. Band 11, Nr. 5, 25. Mai 2014, S. 4555–4559.
- K. Schwerdtner Mánez, S. Husain, S. C. A. Ferse, M. Máñez Costa: Water scarcity in the Spermonde Archipelago, Sulawesi, Indonesia: past, present and future. In: Environmental Scienceand Policy. Band 23, 2012, S. 74–84.
- M. Máñez Costa, E. Moors, E. Fraser: Socio-economic settings and climate change: Which is driving vulnerability in southern Portugal? In: Ecology and Society. Band 16, Nr. 1, 2011, S. 28.
- M. Máñez Costa: A participatory framework for conservation payments. In: Land Use Policy. Band 28, Nr. 2, 2011, S. 423–433.
- K. Daniell, M. Máñez Costa, N. Ferrand, A. B. Kingsborough, P. Coad, I. Ribanova: Aiding multi-level decision-making processes for climate change mitigation and adaptation. In: Regional Environmental Change. Band 11, Nr. 2, 2011, S. 243–258.
- S. Ferse, M. Máñez Costa, K. Schwerdtner-Máñez, D. Adhuri, M. Glaser: Allies, not aliens – increasing the role of local communities in MPA implementation. In: Environmental Conservation. Band 37, Nr. 1, 2010, S. 23–34.
- K. Schwerdtner Máñez Costa, M. Máñez Costa M. Lukas: Volcanic eruptions and the forgotten pearls. In: Ocean and Coastal Management. Band 52, 2009, S. 3–4.
- M. Máñez, S. Renner: Unos crían la fama y otros cardan la lana. Pagos directos a los que realmente conservan. In: AgroNuevo. Band 5, 2005, S. 31–51.
- M. Máñez, J. Froebrich, N. Ferrand, A. Silva: Participatory Dam Systems Modelling. A Case Study of the Transboundary Guadiana River in the Iberian Peninsula. In: Water Science and Technology. Band 56, Nr. 4, 2007.